# Bes (rimski kovanec)
Bes je bil bronast kovanec Rimske republike, ki so ga skupaj s tudi zelo redkim dodransom kovali samo v času senatorja Gaja Kasija Longina leta 126 pr. n. št.. Vreden je bil
1 bes = 2⁄3 asa = 2 triensa = 8 uncij.
Bes  je bila tudi rimska enota za maso:
1 bes = 2⁄3 asa (libre, rimskega funta) = 218,3 g.

## Sklic
1. ↑  P. Lichtenberger, As. Pridobljeno dne 29. avgusta 2013.